# BMW CLAR
BMW CLAR — автомобильная платформа немецкого автоконцерна BMW, действующая с 2015 года.
Платформа сделана из стали, алюминия и дополнительного углеродного волокна. На ней выпускаются задне- или полноприводные автомобили. Первый автомобиль, выпущенный на платформе CLAR — BMW G11.
Модели на платформе BMW CLAR оснащены трансмиссией pure ICE, напряжение бортовой сети составляет 48 вольт. Первоначально платформа называлась 35 up, позднее её переименовали в CLAR.
На платформе BMW CLAR выпускаются, в основном, автомобили сегментов D, E, F и J.

## Продукция
- BMW 7 (G11) (2015—2022)[2]
- BMW 5 (G30) (2016 — настоящее время)[3]
- BMW 6 (G32) (2017 — настоящее время)
- BMW X3 (G01) (2017 — настоящее время)[4]
- BMW X4 (G02) (2017 — настоящее время)
- BMW iX3 (G08) (2018 — настоящее время)
- BMW X5 (G05) (2018 — настоящее время)
- BMW 8 (G15) (2018 — настоящее время)
- BMW Z4 (G29) (2018 — настоящее время)[5]
- BMW 3 (G20) (2018 — настоящее время)[6]
- BMW X7 (G07) (2019 — настоящее время)
- Toyota Supra (J29/DB) (2019 — настоящее время)[7]
- BMW X6 (G06) (2019 — настоящее время)
- BMW 4 (G22) (2020 — настоящее время)[8]
- BMW i4 (G26) (2021 — настоящее время)
- BMW 2 (G42) (2021 — настоящее время)
- BMW i3 (G28) (2022 — настоящее время)[9]
- BMW 7 (G70) (2022 — настоящее время)
- BMW XM (G09) (2022 — настоящее время)